# Lithocarpus echinotholus
Lithocarpus echinotholus är en bokväxtart som först beskrevs av Hu Hsien-Hsu, och fick sitt nu gällande namn av H.Y.Chun, Huang, Yung Chun Hsu och Hsien Wei Jen. Lithocarpus echinotholus ingår i släktet Lithocarpus och familjen bokväxter. Inga underarter finns listade.